# Chamaedaphne
Chamaedaphne é um género botânico pertencente à família Ericaceae.